# جیلیان جانسون
جیلیان جانسون (انگلیسی: Jillian Janson؛ زادهٔ ۲۳ مهٔ ۱۹۹۵) بازیگر پورنوگرافی اهل ایالات متحده آمریکا است.

## زندگی شخصی
جیسون دانش آموز سال آخر دبیرستان بود که کار در پورنوگرافی را آغاز کرد. وی به دلیل قلدری از سوی همکلاسی‌هایش پس از اینکه از حرفه او باخبر شدند، مدرسه را ترک کرد و به کالیفرنیا رفت. مادر او حامی کار او بوده‌است اما پدرش فرزندی او را انکار کرد.